# Palmas Bellas
Palmas Bellas es un corregimiento del distrito de Chagres en la provincia de Colón, República de Panamá. La localidad tiene 1.844 habitantes (2010).
El corregimiento de Palmas Bellas está dividido en 5 sectores conocidos como Jamaiquita, Guachapali, Pueblo Nuevo "La Loma", Mateo y el sector de la Zona o El Pueblo.
Cuenta con un centro de salud (Miguel A. Vargas), una escuela primaria llamada José Leandro Solís y un primer ciclo Anastacia Mitre. En el cual se imparte clases a estudiantes de las comunidades de Achote, Piña, Punta del Medio, Chagres, Salud e Icacal.